# Maisons (Eure i Loir)
Maisons és un municipi francès, situat al departament de l'Eure i Loir i a la regió de Centre – Vall del Loira. L'any 2007 tenia 317 habitants.

## Demografia

### Població
El 2007 la població de fet de Maisons era de 317 persones. Hi havia 124 famílies, de les quals 36 eren unipersonals (20 homes vivint sols i 16 dones vivint soles), 20 parelles sense fills, 60 parelles amb fills i 8 famílies monoparentals amb fills.
La població ha evolucionat segons el següent gràfic:
Habitants censats

### Habitatges
El 2007 hi havia 149 habitatges, 123 eren l'habitatge principal de la família, 18 eren segones residències i 8 estaven desocupats. 145 eren cases i 4 eren apartaments. Dels 123 habitatges principals, 109 estaven ocupats pels seus propietaris i 14 estaven llogats i ocupats pels llogaters; 6 tenien dues cambres, 16 en tenien tres, 27 en tenien quatre i 74 en tenien cinc o més. 95 habitatges disposaven pel capbaix d'una plaça de pàrquing. A 46 habitatges hi havia un automòbil i a 69 n'hi havia dos o més.

### Piràmide de població
La piràmide de població per edats i sexe el 2009 era:
| Homes | Edats   | Dones |
| ----- | ------- | ----- |
| 0     | 95 o +  | 0     |
| 0     | 90 a 94 | 0     |
| 4     | 85 a 89 | 4     |
| 4     | 80 a 84 | 4     |
| 8     | 75 a 79 | 4     |
| 0     | 70 a 74 | 8     |
| 8     | 65 a 69 | 0     |
| 0     | 60 a 64 | 4     |
| 4     | 55 a 59 | 0     |
| 8     | 50 a 54 | 12    |
| 12    | 45 a 49 | 4     |
| 4     | 40 a 44 | 20    |
| 4     | 35 a 39 | 4     |
| 20    | 30 a 34 | 4     |
| 16    | 25 a 29 | 12    |
| 0     | 20 a 24 | 4     |
| 8     | 15 a 19 | 8     |
| 8     | 10 a 14 | 12    |
| 0     | 5 a 9   | 16    |
| 8     | 0 a 4   | 20    |

## Economia
El 2007 la població en edat de treballar era de 210 persones, 174 eren actives i 36 eren inactives. De les 174 persones actives 163 estaven ocupades (87 homes i 76 dones) i 11 estaven aturades (6 homes i 5 dones). De les 36 persones inactives 6 estaven jubilades, 21 estaven estudiant i 9 estaven classificades com a «altres inactius».

### Ingressos
El 2009 a Maisons hi havia 125 unitats fiscals que integraven 331,5 persones, la mediana anual d'ingressos fiscals per persona era de 20.028 €.

### Activitats econòmiques
Dels 14 establiments que hi havia el 2007, 2 eren d'empreses extractives, 3 d'empreses de fabricació d'altres productes industrials, 6 d'empreses de construcció, 2 d'empreses de comerç i reparació d'automòbils i 1 d'una empresa de transport.
Dels 6 establiments de servei als particulars que hi havia el 2009, 1 era un paleta, 2 guixaires pintors, 1 fusteria i 2 lampisteries.
L'any 2000 a Maisons hi havia 7 explotacions agrícoles que ocupaven un total de 528 hectàrees.

## Poblacions més properes
El següent diagrama mostra les poblacions més properes.